# 東大阪集団暴行殺人事件
東大阪集団暴行殺人事件（ひがしおおさかしゅうだんぼうこうさつじんじけん）は、2006年（平成18年）6月19日に発生した集団リンチによる殺害事件。

## 概要
事の発端は被害者であるA（以下A）と交際中であった女性が、加害者B（以下B）とメールのやりとりをしていたことから起きた。Aは女性との関係がうまくいっていなかったことからBを憎み、被害者C（以下C）と共にBを呼び出し、仲間ら5人でBと友人である加害者D（以下D）を公園に監禁し、さらに暴行を加えたのち恐喝した。その報復として主犯格の男Xと男Yは、BとDを説得したり共犯者らを集めたりするなどし、BやDやその他共犯者らと共謀して、AとCを仲間ら9人で集団リンチを加えた後、生き埋めにして殺害した。
なお、加害者の1人であるDは高校時代に生徒会長を務め、周囲からは優等生と評判であった。

## 経緯
2006年6月15日、被害者Aと加害者Bが東大阪大学1年生の女性をめぐる喧嘩に発展する。その喧嘩の原因は被害者の交際していた女性に3度ほど、メールを送ったというものであった。翌16日、被害者の彼女の東大阪短期大学1年の女子にメールを送ったということで、東大阪市内の公園でBとDの2人が暴行を受ける。
2006年6月16日夜から17日午前5時まで、後に加害者となるBとDはファミリーレストランで暴力団の名前などで脅迫され、6月19日までに現金50万円を支払うことを約束させられる。
6月17日夕方、Dが小中時代の同級生だった実行役リーダーX（以下X）に電話で相談し、泣きながら「10万円貸してくれ。渡さないとヤクザに埋められる」と述べる。居酒屋にいたXはのちに事件の発案者となる別の同級生Y（以下Y）に電話をさせ、その同級生は「被害届を出せ」と答える。Dはその日のうちに東大阪市の布施警察署に被害届を出す（この被害届は事件後、X及び発案者Yの指示で取り下げられた）。
またXは小中学校時代にいじめを受けていたが、自身もかつての同級生や実弟から「普段は優しい感じだが、怒ったら何するかわからず、とにかく怖い」と言われている。
Yは「暴力は苦手だから、自分では手出しはせん」と言っていたが、中学時代は校内で不良グループを結成しており、そのリーダー格だったという。Xとはもともとあまり親密な仲ではなかったが、事件の1年程前に一緒に海外旅行に行ったのがきっかけで関係が深まったという。
6月19日、XとYは脅迫を受けたBとDの身を守るためにはAらを殺すしかないと判断し、暴力団関係者Z（以下Z）やB、Dを含む9人の仲間を集め被害者達を呼び出した。被害者A、Cと同伴した21歳会社員男性（以下E）の3人に山陽自動車道・岡山インターチェンジ付近や玉野市の深山公園で集団で暴行した後、午前4時半ごろXが以前勤務していた玉野市の建設会社の資材置き場がある岡山県岡山市灘崎町（現在の岡山市南区）奥迫川の山中に3人を連行。Aを生き埋めにして殺害し、Eを「警察に行ったら家族を皆殺しにする。50万円支払え」と脅迫したうえで解放した。Zとの間で「借金漬けにするから連れて行く」という約束があったCを岡山市の実行役リーダーの自宅マンションに連れ込もうとするが、Cの状態を知ったZから「それでは金は取れん。連れてこなくていい」と言われて灘崎町の山中に戻り、Cも同様に生き埋めにして殺害した。
6月22日、解放されたEが、東大阪市の布施警察署に届け出る。
6月23日、Xは大阪から母親に「俺が2人殺した。逃げた1人を殺してから自首する」と電話する。
6月24日早朝、加害者ら9人はXのマンションに集まって「4人でやったことにする」として自首を協議する。午前中に、加害者側の3人が岡山南警察署に出頭して逮捕される。
6月25日午前1時ごろ、Xが玉野警察署に母親らと次男夫婦の車で出頭し逮捕される。
6月27日生き埋めにされた2人の遺体が発見された。いずれの遺体も顔が腫れ上がるなど損傷が激しい状態であった。
28日未明、主犯ら9人全員が逮捕された。なお、当初はXが事件の主犯格と見られていたが、実際はあくまで殺人にエスカレートさせた人物であり、事件自体の主犯はYであることが判明する。
2007年3月27日、Xは先に暴行・恐喝を受けたのは自分の仲間の方だったものの、暴行を被害者殺害に至るまでエスカレートさせたことが要因となり、死刑を求刑される。
5月22日、大阪地裁（和田真裁判長）は、被告の反省と更生の可能性を認めながらも、責任は重いとしてXに求刑通り死刑を言い渡した。被告は控訴。
2008年5月20日、大阪高裁（若原正樹裁判長）は1審の死刑判決を支持、Xの控訴を棄却した。
なお、発案者Yは無期懲役、Yと終始行動を共にしていた被告は懲役18年、トラブルの発端となった被告Bは懲役11年、Cを連れてくるよう指示した暴力団関係者Zは懲役17年がそれぞれ最高裁で確定（ZはAが殺害された後にXの電話によって加担したため、Aへの殺人罪には問われていない）。Xに最初に電話で相談していた被告Dは懲役9年、見張り役の被告は懲役7年、Xと終始行動を共にし、ユンボの操作も担当していた被告は（未成年だったが）懲役15年が2審でそれぞれ確定している。また、深山公園で合流してきた少年2人がいたが、この2人は家庭裁判所送致となった（この2人およびBやD、見張り役はA殺害後に帰宅していたため、Cへの殺人罪には問われていない）。
2011年3月25日、最高裁判所（千葉勝美裁判長）はXの上告を棄却する判決を言い渡し、同被告の死刑が確定した。
2025年現在、Xは大阪拘置所に収監されている。

### 刑事裁判の判決文
- 最高裁判所第二小法廷決定 2011年(平成23年)3月25日 裁判所ウェブサイト掲載判例、『最高裁判所裁判集刑事編』（集刑）第303号647頁、平成20年（あ）1224号、『傷害、暴力行為等処罰に関する法律違反、監禁、強盗、殺人被告事件』「死刑の量刑が維持された事例（岡山の2人生き埋め殺人事件）」。
  - 裁判官：千葉勝美（裁判長）・古田佑紀・竹内行夫・須藤正彦
  - 判決内容：被告人Xの上告を棄却（死刑判決が確定）